# Georg Christian Schemelli
Georg Christian Schemelli (ur. około 1680 w Herzbergu, zm. 5 marca 1762 w Zeitz) – niemiecki muzyk.

## Życiorys
Był członkiem kapeli dworskiej w Dreźnie. W latach 1695–1700 kształcił się w szkole św. Tomasza w Lipsku. Od 1706 do 1727 roku był nadwornym śpiewakiem w Treuenbrietzen. W latach 1727–1758 pełnił funkcję dworskiego kantora w Zeitz. W 1736 roku wydał w Lipsku śpiewnik ewangelicki pt. Musicalisches Gesang-Buch, zawierający 954 pieśni. W zbiorze tym znalazły się utwory autorstwa Johanna Sebastiana Bacha, który prawdopodobnie brał też udział w opracowaniu basu cyfrowanego do części melodii.